# Kadıköy

Kadıköys läge i Istanbul.

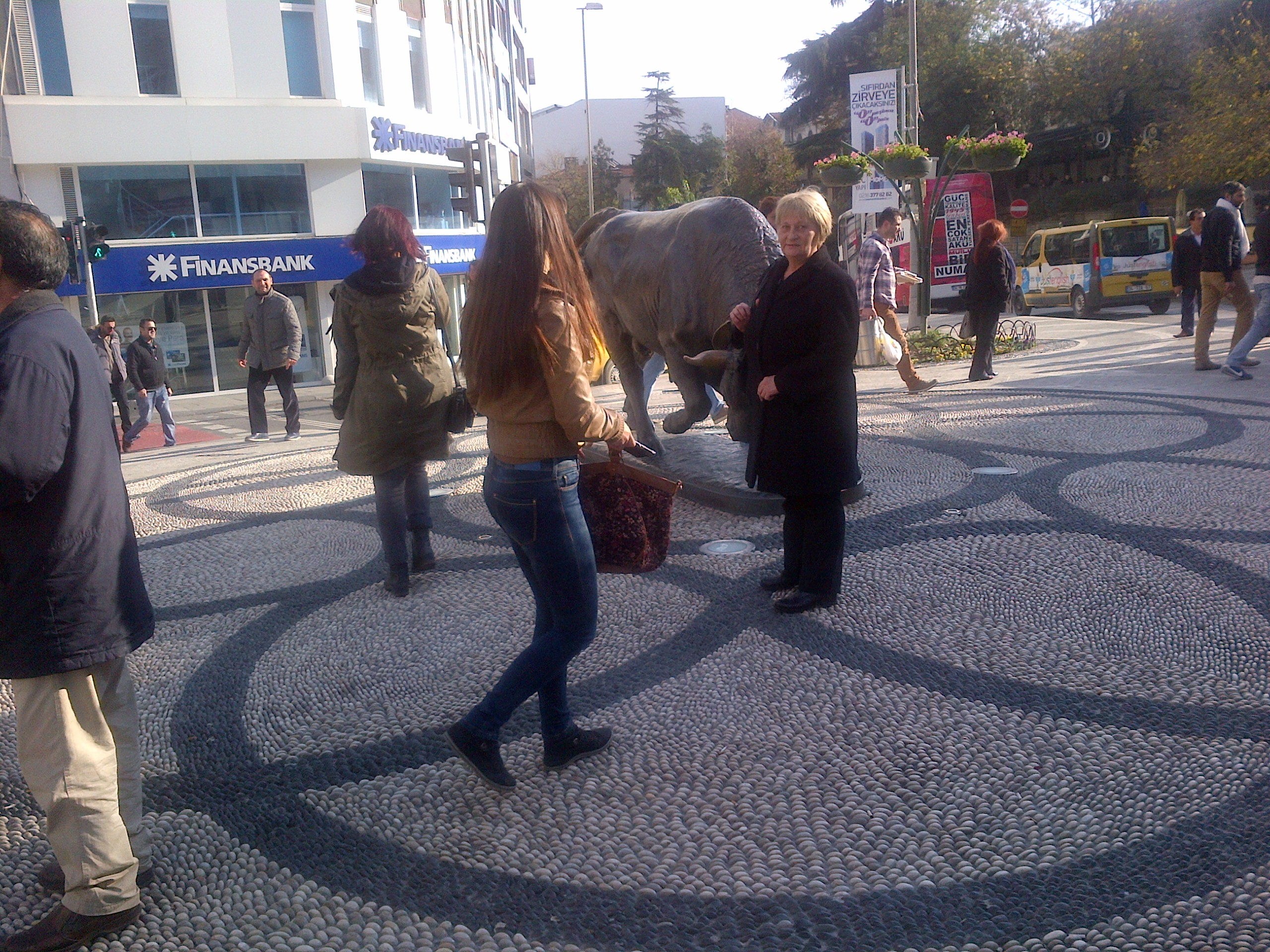
Tjurstatyn på torget Altıyol (sex banor) kan anses vara en symbol för Kadıköy. Lokalbefolkningen samlas här och turister kommer för att fotografera.

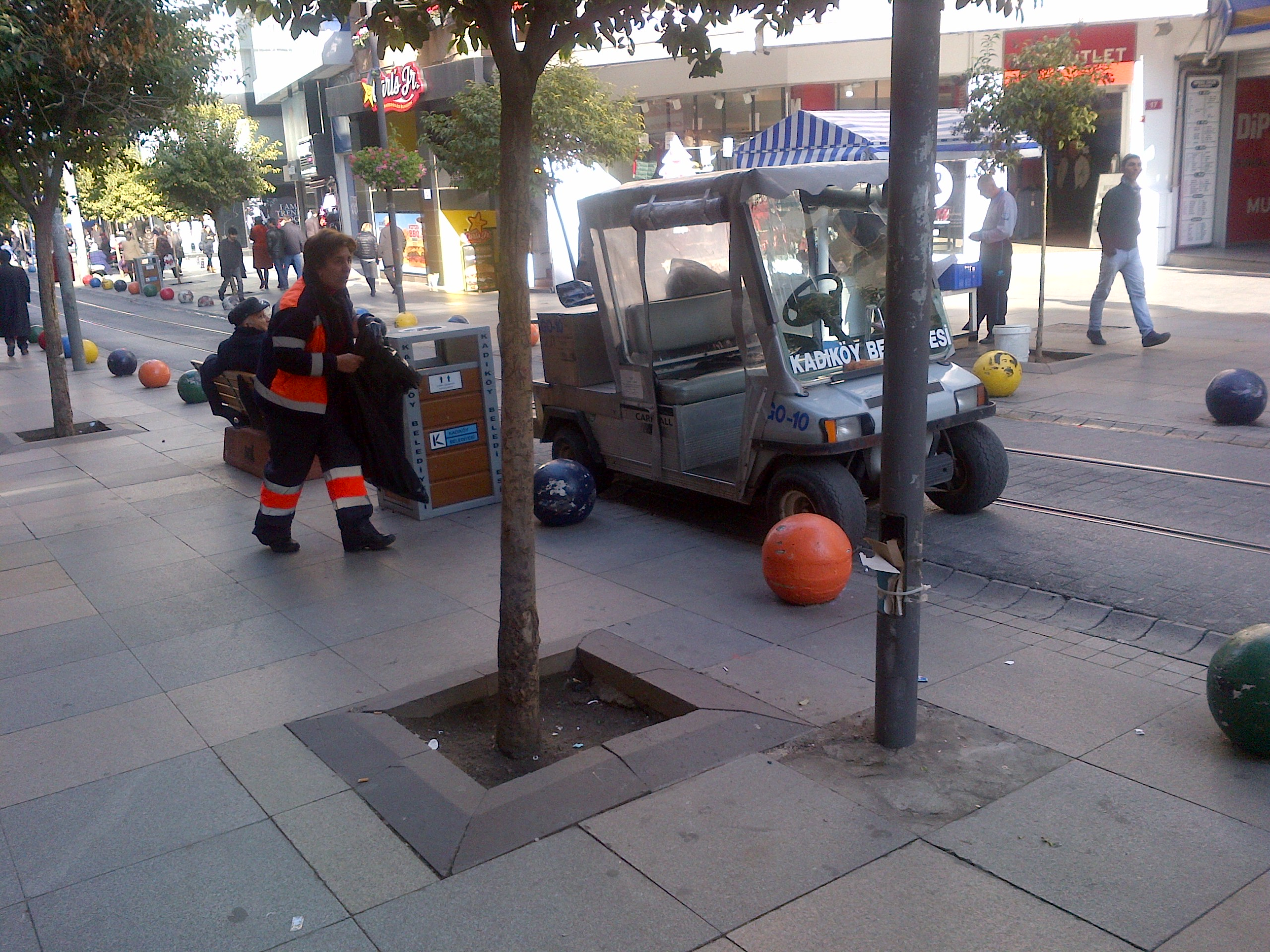
Bahariyegatan i Kadıköy är ett av de prioriterade områdena för fotgängare. På bilden hämtar en arbetare offentligt avfall med en elbil.

Kadıköy är en större stadsdel och distrikt i den asiatiska delen av provinsen och storstadskommunen Istanbul i Turkiet, belägen sydöst om Üsküdar, motsvarande antikens Chalkedon. Kadıköy sträcker sig åtta kilometer längs Marmarakusten och mellan fyra och sex kilometer inåt landet från kusten. Folkmängden uppgick till 529 191 invånare i slutet av 2009.

## Stadsbild
Stadsdelen har en övervägande modern bebyggelse, men är även rik på historiska byggnadsverk. Där ligger flera kyrkor tillhörande skilda konfessioner, såsom grekisk-ortodox, armenisk, serbisk och protestantisk. Kadıköy hyser även Istanbuls äldsta moské, uppförd före erövringen av Konstantinopel.
Befolkningen tillhör främst övre medelklassen. I Moda, Fenerbahçe, Göztepe och kring den kända affärsgatan Bağdat Caddesi är befolkningen delvis mycket välmående. Centrum, med sin äldre bebyggelse, domineras av arbetarklassen, förutom en del studenter och västeuropéer.

## Historia
Områdets historia går tillbaka till det 7:e århundradet f.Kr., då grekerna grundlade staden Kalsedon (mer känd som Chalkedon) på platsen, kort före grundläggandet av Bysans på andra sidan Bosporen. Området tillhör således den allra äldsta delen av dagens Istanbul. Under den bysantinska perioden blev staden en förstad till Konstantinopel. Även om det finns många lämningar från områdets långa historia, är det färre bevarade kulturminnen i Kadıköy än i de centrala stadsdelarna. En orsak till detta är att området flera gånger besattes av fiendearméer som trängde in i det bysantinska riket, medan befolkningen i Konstantinopel sökte tillflykt bakom stadsmurarna och undgick ödeläggelse. Kadıköy har även genom århundradena blivit utsatt for många jordskalv.
Kalsedon erövrades av turkarna i mitten på 1300-talet, över hundra år innan Konstantinopel föll. Turkarna gav så småningom staden namnet Kadıköy, som betyder "domarens by", eftersom staden var säte for överdomaren för de asiatiska delarna av Osmanska riket.

## Infrastruktur
Kadiköy är en knutpunkt för kommunikationsförbindelser österut i Anatolien. Där ligger Haydarpaşastationen, som är slutstation för tåg från den asiatiska delen av Turkiet. I Harem ligger den motsvarande busstationen.

## Turkiska hiphopens födelse
Den turkiska hiphopen föddes i Kadiköy på slutet av 1980-talet. Man dansade breakdance och började måla graffiti på gatorna och utvecklade hiphopen. De två första rapparna var Erci-E och Cartel, fast de blev inte så populära. År 1998 fick hiphopen sitt riktiga genombrott i Turkiet med gruppen "Nefret" som bestod av de två rapparna Dr.Fuchs och Ceza. Sedan dess har det fötts många nya rappare i Istanbul och man startade "Istanbul Underground", samt "Turkish Underground".